# Siegmund Leopold Beyfus
Siegmund Leopold Beyfus (* 27. Juli 1786 in Frankfurt; † 15. März 1845 ebenda) war ein jüdischer Bankier.

## Leben
Siegmund Leopold Beyfus war eines von vier Kindern der Eheleute Levin Amschel Beyfus (1744–1833) und Frommet, geb. Zunz. Siegmund heiratete am 9. März 1808 Babette Rothschild (1784–1868), aus deren Ehe die fünf Kinder Sophie, Charlotte, Henriette, Julie und Meyer Siegmund hervorgingen.
Mit seinem Bruder Mayer Levin (1790–1860), der 1811 Babettes Schwester Julie Rothschild (1779–1815) heiratete, leitete er das von seinem Vater geerbte Bankhaus Levin Amschel Beyfus, das sich fortan Bankhaus Gebrüder Beyfus nannte. Die Brüder waren mit ihrer Heirat zu einem Teil der Familie Mayer Amschel Rothschild geworden. Simon Oppenheim erhielt hier eine kaufmännische Ausbildung.  Ab 1857 nannte sich die Firma Bankhaus L. v. Steiger & Co, 1900 erlosch sie. Siegmund Leopolds Sohn Meyer Siegmund Beyfus führte das Bankgeschäft fort und war 1870 Mitgründer des Frankfurter Bankvereins.
Die Firma war bereits 1700 von Benedikt Beyfus im „Haus zum goldenen Mörsel“ am Eingang der Frankfurter Judengasse als Tuchgeschäft gegründet worden. Nach seinem Tod 1733 führte es sein Sohn Moses Benedikt als Bankhaus weiter.